# Importagentur
Eine Importagentur ist eine Organisation, die im Auftrag Dritter Importe beziehungsweise Einkäufe im Ausland organisiert. Die Agentur ist dabei Vermittler und Vertragspartner werden jeweils die vermittelten Lieferanten und/oder Dienstleister. Die Agentur erhält in der Regel Vermittlungsprovisionen. Die Vertragspartner können dem Auftraggeber bekannt gegeben werden.

## Aufgaben
Zu den Aufgaben  gehören in der Regel Außenhandelsberatung, Beratungen über den Zahlungsverkehr, Logistik-Beratung sowie Preisrecherchen, Einkaufsverhandlungen, Firmenbesichtigungen, Qualitätsprüfungen, Recherche von Einfuhr- und Zollbestimmungen, Organisation des logistischen Ablaufs, auch factory to factory, Übersetzung der wichtigsten Unterlagen, Organisation im Zahlungsverkehr, Unterstützung bei Haftungs- und Garantiedurchsetzungen, Organisation von Geschäftsreisen ins Ausland sowie PR-Aktionen im Inland für die Auslandsfirmen.
Die meisten Importagenturen sind auf bestimmte Branchen oder Zielgruppen spezialisiert, zum Beispiel auf Land, Sprache oder Warengruppen.
Die Importagentur tritt als externe Einkaufsabteilung für ihre Kunden auf. Durch Mitarbeiter oder angebundene Firmen im Ausland, kann eine Importagentur auch die Dienstleistungen vor Ort im Importland bewerkstelligen und bildet somit die Brücke zwischen Importeur im Inland und Exporteur im Ausland.